# كوجي (إيواته)
مدينة كوجي (بالإنجليزية: Kuji)‏ هي أحد المدن التابعة لمحافظة إيواته. تأسست رسميًا في 06/03/2006. ويقدر عدد سكانها بـ 37824 نسمة حسب تقدير مكتب الإحصاء الياباني لعام 2012. تبلغ مساحة كوجي 623.14 كم2. بكثافة سكانية تبلغ 60.7 نسمة/كم2.

## المناخ
يظهر الجدول التالي التغييرات المناخية على مدار السنة لكوجي:
| البيانات المناخية لـكوجي           | البيانات المناخية لـكوجي | البيانات المناخية لـكوجي | البيانات المناخية لـكوجي | البيانات المناخية لـكوجي | البيانات المناخية لـكوجي | البيانات المناخية لـكوجي | البيانات المناخية لـكوجي | البيانات المناخية لـكوجي | البيانات المناخية لـكوجي | البيانات المناخية لـكوجي | البيانات المناخية لـكوجي | البيانات المناخية لـكوجي | البيانات المناخية لـكوجي |
| الشهر                              | يناير                    | فبراير                   | مارس                     | أبريل                    | مايو                     | يونيو                    | يوليو                    | أغسطس                    | سبتمبر                   | أكتوبر                   | نوفمبر                   | ديسمبر                   | المعدل السنوي            |
| ---------------------------------- | ------------------------ | ------------------------ | ------------------------ | ------------------------ | ------------------------ | ------------------------ | ------------------------ | ------------------------ | ------------------------ | ------------------------ | ------------------------ | ------------------------ | ------------------------ |
| متوسط درجة الحرارة الكبرى °م (°ف)  | 3.6 (38.5)               | 4.0 (39.2)               | 7.5 (45.5)               | 13.5 (56.3)              | 17.6 (63.7)              | 19.8 (67.6)              | 23.2 (73.8)              | 26.0 (78.8)              | 23.1 (73.6)              | 18.3 (64.9)              | 12.4 (54.3)              | 6.6 (43.9)               | 14.7 (58.5)              |
| المتوسط اليومي °م (°ف)             | −0.7 (30.7)              | −0.4 (31.3)              | 2.6 (36.7)               | 7.9 (46.2)               | 12.2 (54.0)              | 15.5 (59.9)              | 19.3 (66.7)              | 21.8 (71.2)              | 18.4 (65.1)              | 12.5 (54.5)              | 6.6 (43.9)               | 1.8 (35.2)               | 9.8 (49.6)               |
| متوسط درجة الحرارة الصغرى °م (°ف)  | −5.1 (22.8)              | −5.0 (23.0)              | −2.3 (27.9)              | 2.3 (36.1)               | 7.2 (45.0)               | 11.8 (53.2)              | 16.3 (61.3)              | 18.4 (65.1)              | 14.1 (57.4)              | 7.0 (44.6)               | 1.2 (34.2)               | −2.6 (27.3)              | 5.3 (41.5)               |
| الهطول مم (إنش)                    | 45.5 (1.79)              | 47.1 (1.85)              | 59.5 (2.34)              | 69.1 (2.72)              | 93.2 (3.67)              | 117.0 (4.61)             | 160.0 (6.30)             | 165.6 (6.52)             | 199.9 (7.87)             | 106.3 (4.19)             | 63.2 (2.49)              | 50.7 (2.00)              | 1٬177٫1 (46.35)          |
| متوسط تساقط الثلوج سم (إنش)        | 55 (22)                  | 63 (25)                  | 34 (13)                  | 2 (0.8)                  | 0 (0)                    | 0 (0)                    | 0 (0)                    | 0 (0)                    | 0 (0)                    | 0 (0)                    | 0 (0)                    | 21 (8.3)                 | 175 (69.1)               |
| متوسط أيام هطول الأمطار (≥ 1.0 mm) | 5.6                      | 5.6                      | 7.7                      | 7.4                      | 9.9                      | 10.6                     | 13.4                     | 11.9                     | 11.6                     | 8.1                      | 6.9                      | 5.5                      | 104.2                    |
| ساعات سطوع الشمس الشهرية           | 140.9                    | 139.4                    | 170.9                    | 185.0                    | 189.4                    | 159.0                    | 136.9                    | 153.0                    | 131.2                    | 152.8                    | 141.6                    | 133.0                    | 1٬833٫1                  |
| المصدر: 気象庁                     |                          |                          |                          |                          |                          |                          |                          |                          |                          |                          |                          |                          |                          |

## توأمة
لكوجي (إيواته) اتفاقيات توأمة مع:
- كلايبيدا